# 吉原 (東京都)

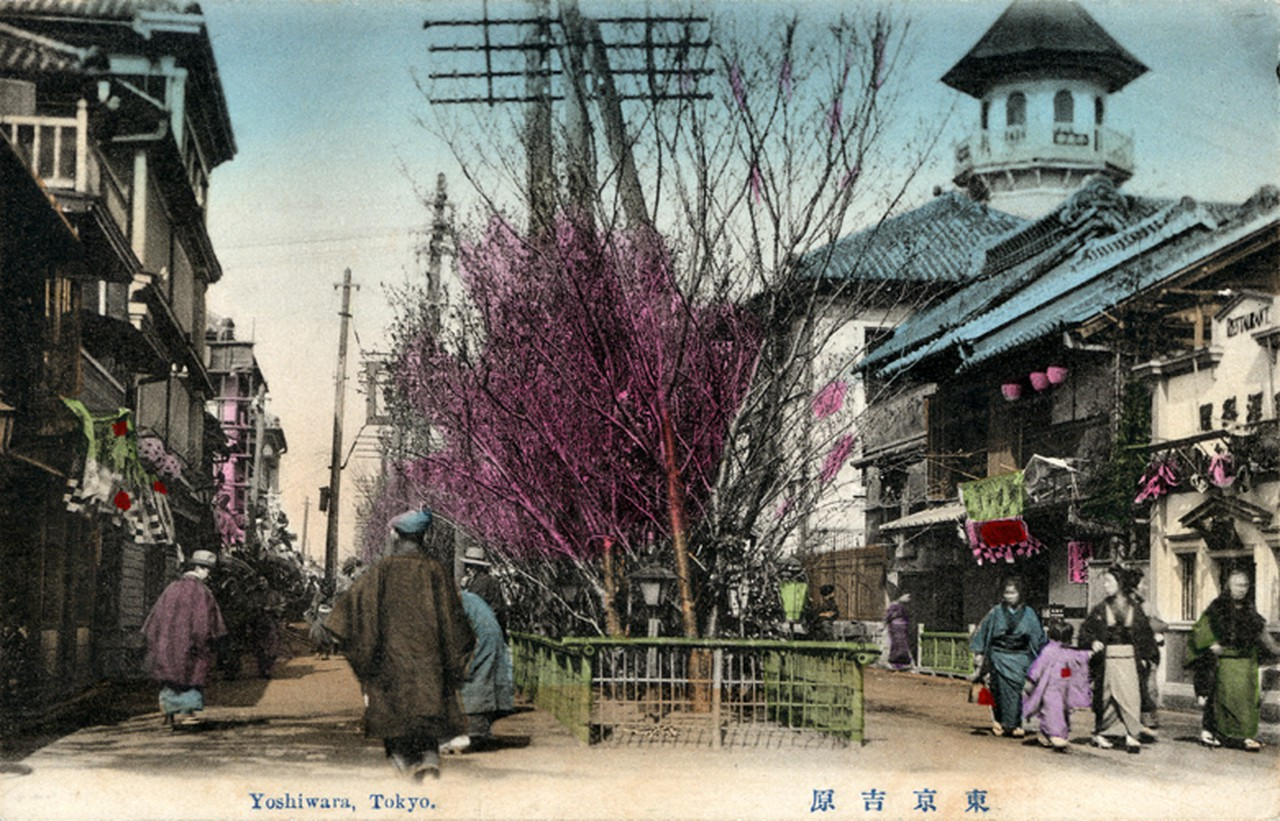
手彩色絵葉書東京吉原（明治大正時代）

吉原（よしわら）は、江戸時代に江戸の郊外に作られた、公許の遊女屋が集まる遊廓（吉原遊廓）、およびその地域の名。現在の東京都台東区千束四丁目、および三丁目の一部にあった。現在では日本最大の風俗街（ソープランド街）として知られる。

## 起源
江戸幕府開設間もない1617年、日本橋葺屋町（現在の日本橋人形町）に遊廓が許可され、幕府公認の吉原遊廓が誕生した。「吉原」の語源は遊廓の開拓者・庄司甚内の出身地が東海道の宿場・吉原宿出身であったためという説と、葦の生い茂る低湿地を開拓して築かれたためという説がある（葦=悪しに通じるのを忌んで、吉とつけた）。いずれにせよ、徳川家康の隠居地である駿府城城下に大御所徳川家康公認の公娼があり、そこに七カ丁もの広大な面積を誇る遊廓があった。吉原はそのうち五か丁を大御所家康亡きあと駿府から移したのが始まりである（二丁町遊廓）。庄司甚内へ５か条の許可の条件が示されたが、徳川幕府は遊興にふけり犯罪を犯すもの、浪人悪党の逮捕を考慮した。
明暦の大火（1657年）で日本橋の吉原遊廓も焼失。幕府開設のころとは比較にならないほど周囲の市街化が進んでいたことから、浅草寺北の日本堤付近に移転を命じられた。以前の日本橋の方を元吉原、浅草の方は正式には新吉原（略して吉原）と呼ぶ。江戸城の北にあたるところから「北国（ほっこく）」または「北州（ほくしゅう）」の異名もある。

## 江戸期

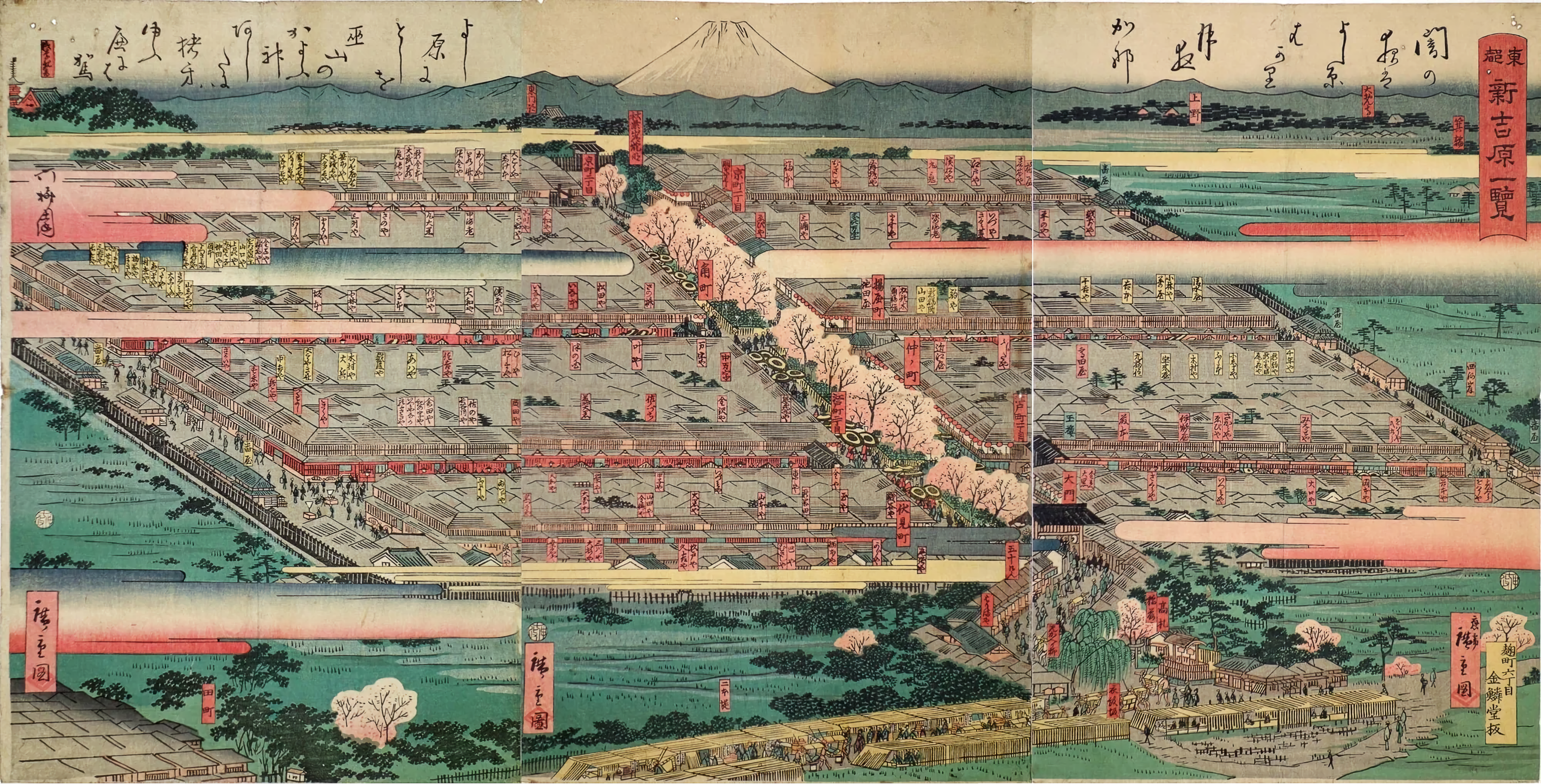
吉原の地図、二代目 歌川広重（1860年7月）

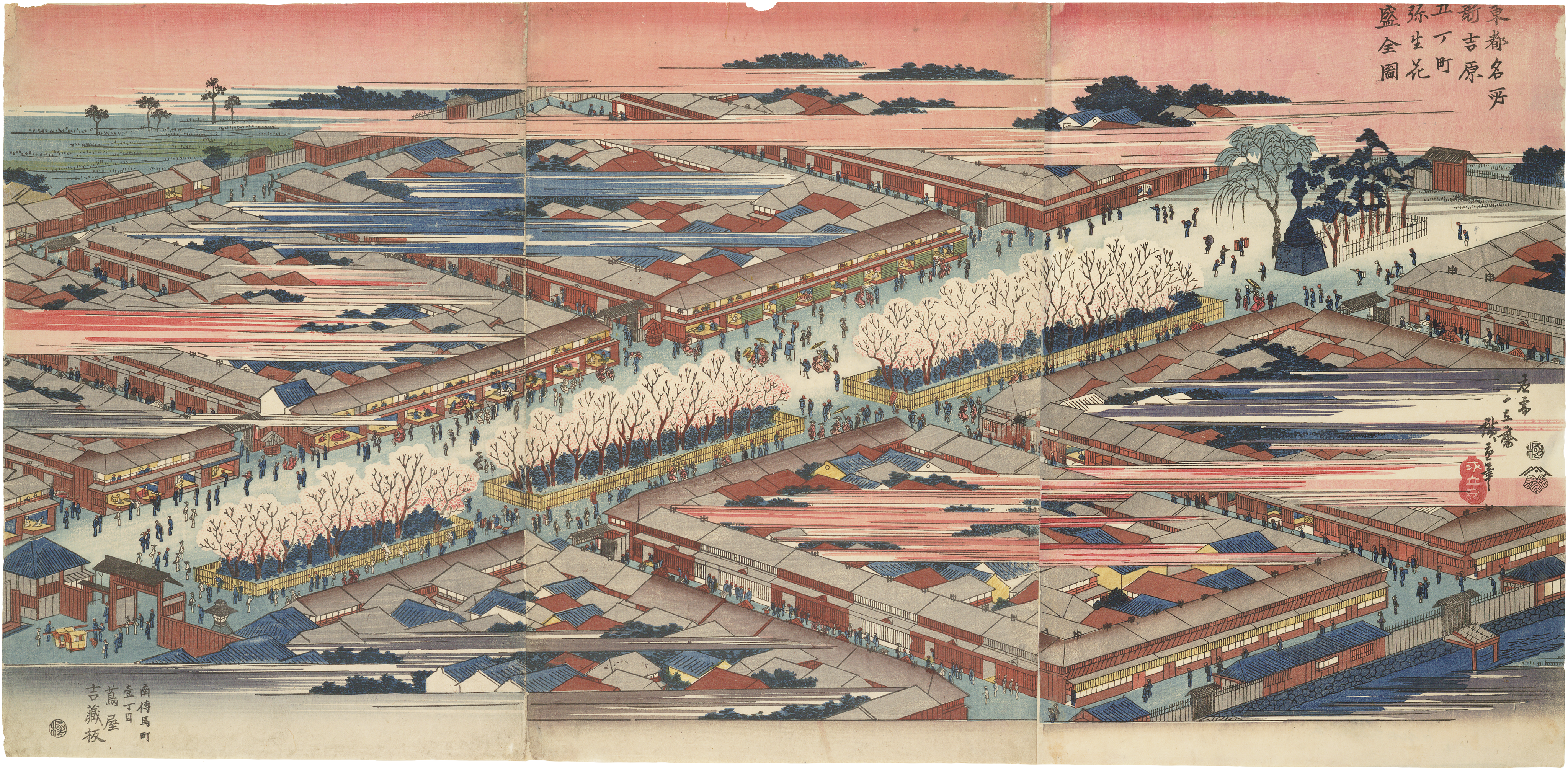
新吉原の桜。歌川広重（1835年3月頃）

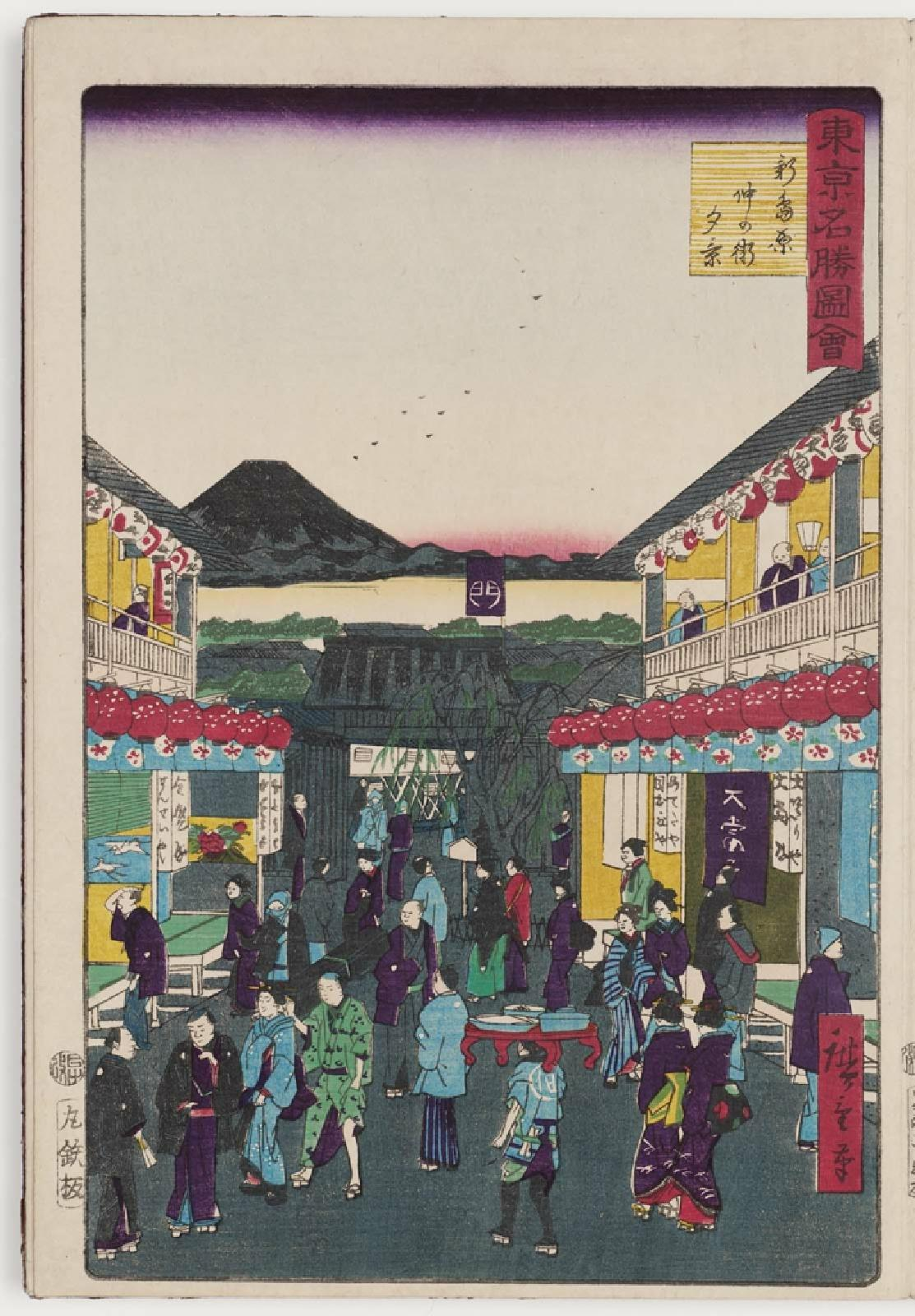
新吉原の仲の町

周囲にお歯黒溝（どぶ）と呼ばれる大溝があり、新吉原初期の頃には幅5間（約9m）、江戸末期から明治初期には縮小され幅2間（約3.6m）、明治36年ごろには3尺（約90cm）ほどの堀が巡らされ、出入口は正面を山谷堀沿い日本堤側のみと、外界から隔絶されていた。遊女には花魁（おいらん）・新造・禿（かむろ）などの身分があり、店にも茶屋を通さないと上がれない格式ある総籬（そうまがき：大店）から、路地裏にある小店までの序列があった。
大店は社交場としての機能もあり、大名や文化人も集まるサロン的な役割を果たしたこともある。江戸前期の一流の遊女は和歌や茶道など教養を身につけており、初めて上がった客と一緒に寝ることはなく、2度目の登楼で裏を返し、3度目で馴染みになり、ようやく枕を交わすことができるようになったという。遊女や吉原風俗は浮世絵や黄表紙・洒落本などの題材にもなった。吉原が女性を前借金で縛る人身売買の場所であったことは疑いもないが、文化の発信地という側面も持っていた。
遊客には武士や町人らがいたが、遊廓の中では身分差はなく、かえって武士は野暮だとして笑われることもあった。よく知られた川柳にも「人は武士 なぜ傾城（けいせい）に嫌がられ」とある（傾城とは国を傾けるような美女のことで、ここでは遊女を指す）。武士は編み笠をかぶり顔を隠していた。時代が下がるに従って、武士は経済的に困窮したため、町人が客層の中心になっていった。木材の商売で、巨万の富を築いた紀伊國屋文左衛門や、十八大通などと呼ばれた札差（金貸し）たちの豪遊が知られ、語り草にもなっている。
1765年、品川、板橋、千住の宿場町で飯盛女の規制が行われ、各宿場が衰退し、あわせて吉原の増員が許可された。
また、しばしば大火に見舞われた。主な大火は1768年、1787年、1816年、1835年、1845年、1862年、1864年、1866年である。吉原が再建されるまでの間、浅草周辺などに仮宅が設けられることがあった。

## 明治から売春防止法施行まで

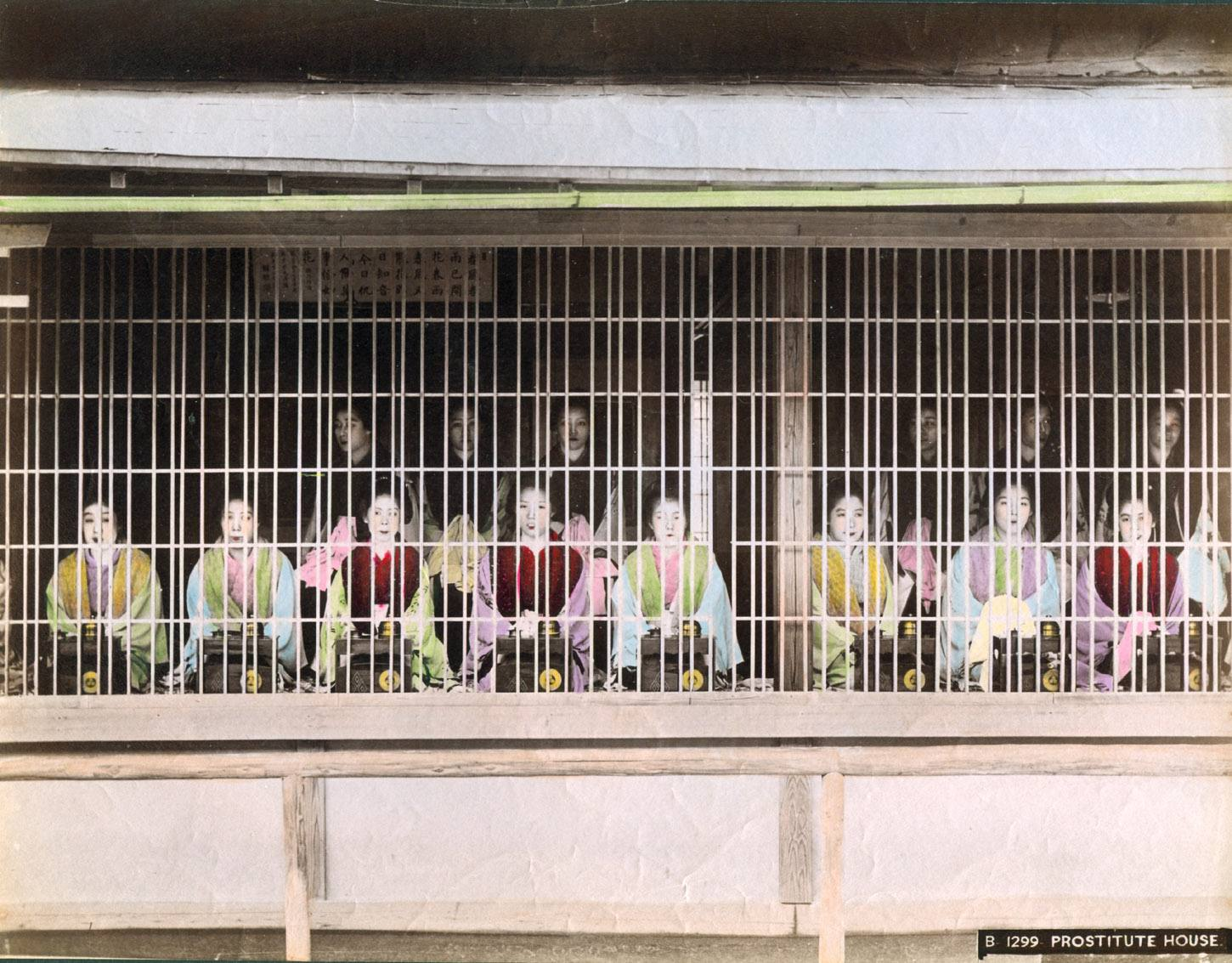
吉原の遊女（明治時代）

明治以降、芸娼妓解放令が出され、1875年には遊女屋は「貸座敷」と名を変えたが、遊女は相変わらず「籠の鳥」であり、自由な外出もできず、人身売買の実態は江戸時代と同様、旧態依然の状態であった。明治の吉原風俗は『ヰタ・セクスアリス』（森鷗外）や『たけくらべ』（樋口一葉）といった作品からも窺える。特に一葉は吉原近くの竜泉に小間物屋を構えるなど当地との縁が深い。1903年には、写真指名システムがはじまり（「写真見世」）、1916年には、張店が禁止された。
近代以降も1911年4月9日に大火が発生した（「吉原大火」）。また、関東大震災、東京大空襲でもほぼ全焼し、多くの犠牲者を出したが、そのたびに復活した。
第二次世界大戦後、GHQの指令により公娼廃止となり、営業形態も民主化され、特殊飲食店街、いわゆる赤線となった。

## 売春防止法施行以降
1958年の売春防止法の施行により、赤線は廃止され、吉原は文字通り火の消えたような町になった。店は連れ込み旅館や下宿屋、トルコ風呂（1951年に登場した。1983年から「ソープランド」）などに転業していったが、やがてトルコ風呂が全盛期を迎えると、吉原=トルコのイメージが定着していった。トルコ風呂は1966年の風営法改正により、個室つき特殊浴場となった。

### 風適法の施行
1984年に「風俗営業取締法」が大幅に改正され、「風俗営業等の規制及び業務の適正化等に関する法律」となった（1985年施行）。新法の施行により風俗営業の営業時間が午前0時までとなり、営業地域も大幅に制限されるに至った。特にソープランド、ファッションヘルス、ラブホテルなどは事実上人の活動する区域においては営業が不可能となったが、同法律を受けて東京都が施行した「風俗営業等の規制及び業務の適正化等に関する法律施行条例」においては、吉原の実情などを考慮し、「特例地域」として、現行の建物を使用する限りは営業を継続できることとなった。したがって、新規にソープランドビルを建設して営業することは不可能であるが、現行の建物を改装等して継続使用する限りはソープランドを経営することができる。
かつて、都内では「新宿区歌舞伎町の一部」および「豊島区北池袋の一部」にも同様の特例措置が執られていたが、現在は条例の改正によってソープランドの特例処置は台東区千束四丁目の16番から32番、41番から48番に限られている。
2006年の法改正では、街頭での客引きが禁止された。

## 吉原および近辺の名所

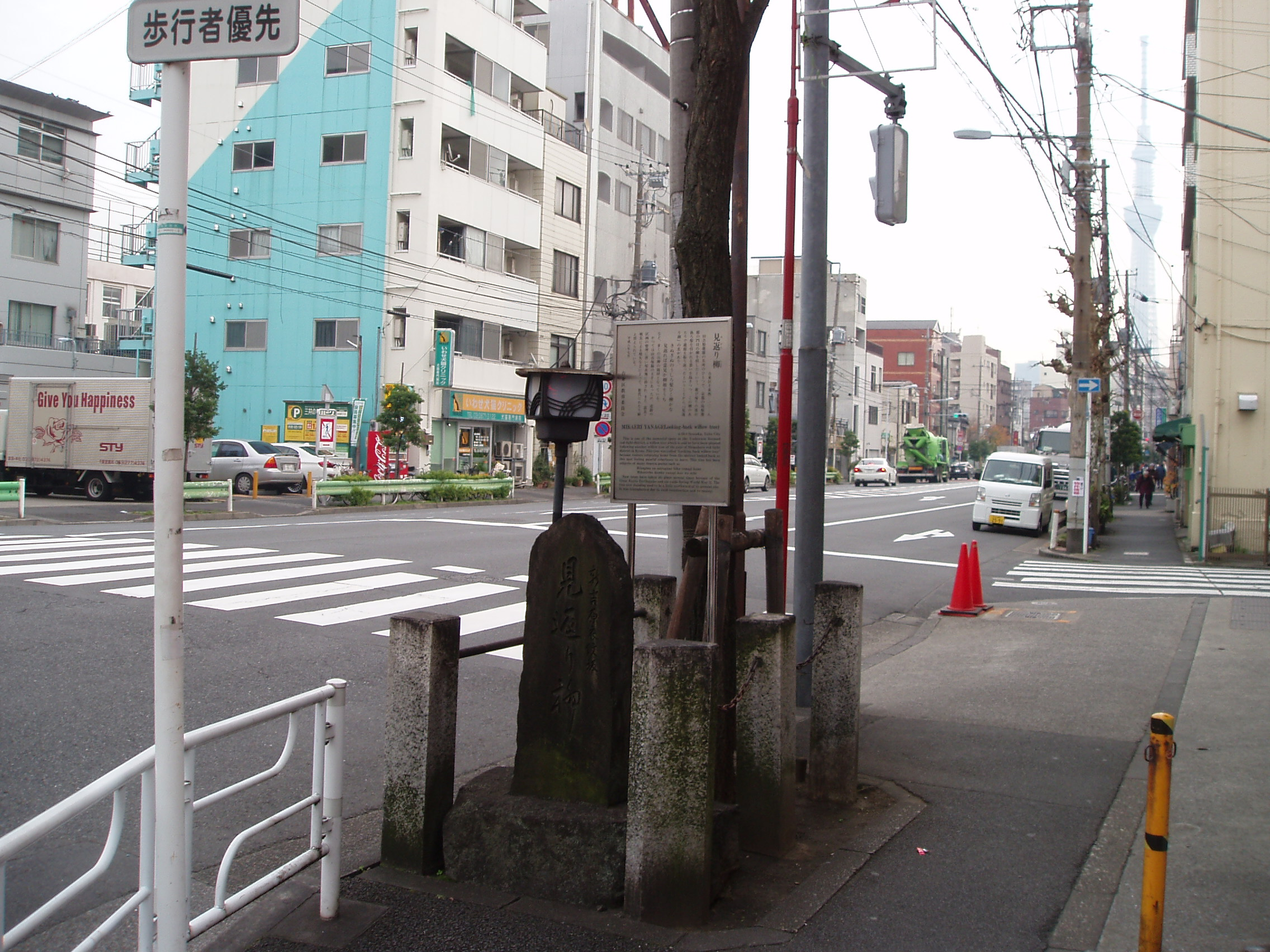
見返り柳

吉原を歴史的な名所として位置づけ、山谷堀、大門などを復元し、観光名所として復活させようという意見もあるといわれる。
吉原土手
現在の土手通りに平行して山谷堀があり、堀を船で通う遊客も多かった。堀と通りの間が土手になっていたが、現在では取り崩されている。現在も「土手通り」の通称で名前が残る。また、日本堤というのももとはこの土手を指したものである。
衣紋坂（えもんざか）
遊客がここで衣紋をつくろう（身なりを整える）ことに由来するという。土手通りから吉原遊廓の入口の間にある坂。廓内から出入りする客が外から見えないようにS字状に道をつけたとされる。
見返り柳
衣紋坂入口の左手にある柳。遊び帰りの客が後ろ髪を引かれる思いを抱きつつ振り返ったという。現在は跡地に石碑が建つ。すぐ後ろにある柳の木は昭和になってから植えられたもの。
大門（おおもん）
吉原歓楽街への正面玄関。治安目的は無論のこと遊女たちの逃亡を防ぐため出入はこの大門1か所のみとされた。江戸時代には黒塗り木造のアーチ型楼門が建設され、明治期には2代目となる鉄門が築かれたが、1911年の大火で焼失。関東大震災を機会に撤去された。現在は「吉原大門（よしわらおおもん）」の交差点名が残るほか、直近の都営バス上46系統、草64系統、台東区循環バスめぐりん（「北めぐりん」日立自動車交通）のバス停名として残っている。
- 江東区の洲崎（現在の江東区東陽）にあった遊廓『洲崎遊廓』の洲崎大門と吉原大門をつなぐ『大門通り』という街道が現在もバス通りとして残る。遊廓と遊廓をつなぐ街道ということで、ここを遊びに行き来した男たちを皮肉って「親不孝通り」の別称でも呼ばれた。

吉原神社（よしわらじんじゃ）
1872年（明治5年）新吉原四隅に祀られていた稲荷祠を合祀し、吉原遊廓の鎮守として創建。1935年（昭和10年）弁財天を祀る吉原弁財天祠を合祀。
弁天池（べんてんいけ）
元来湿地帯であった当地に新吉原が造成されるにあたって、沼沢を南部に寄せ池を形成。湖畔に弁天祠が祀られ信仰を集め弁天池（または花園池）などと呼ばれていた。遊女逃亡防止としても機能していたが、1923年（大正12年）関東大震災に伴う火災で逃げ遅れた遊女らが、弁天池に飛び込み490名の犠牲者を出すという悲劇に見舞われた。戦後、電電公社電話局建築にあたりそのほとんどは埋め立てられたが、現在も関東大震災の犠牲者を悼む観音像が残る。
鷲神社（おおとりじんじゃ）
吉原の西側、千束3丁目にある神社。11月の酉の市で有名。
浄閑寺（じょうかんじ）
吉原の北側、荒川区南千住2丁目にある寺。1855年の大地震の際、多くの吉原の遊女が、投げ込み同然に葬られたことから「投込寺」と呼ばれるようになった。その後も、身寄りのない遊女たちを葬り、川柳に「生まれては苦界、死しては浄閑寺」と詠まれた。慰霊のための新吉原総霊塔のほか、しばしば当寺を訪れた永井荷風の詩碑が建立されている。毎年、荷風の命日である4月30日ごろに、寺の主催で「荷風忌」が営まれる。
- 見返り柳

### 交通

#### 鉄道
- 入谷駅・三ノ輪駅：東京メトロ日比谷線
- 浅草駅：つくばエクスプレス

#### バス
- 都バス上46吉原大門
- 都バス草64吉原大門
- 台東区循環バスめぐりん「ぐるーりめぐりん」 (8)吉原大門
- 台東区循環バスめぐりん「北めぐりん」
  - (11) 吉原大門
  - (29) 千束三丁目
  - (30) 台東病院
  - (32) 浅草五丁目

めぐりんは酉の市の期間中は交通規制により台東病院停留所を迂回する。

#### 道路
- 東京都道462号蔵前三ノ輪線（国際通り）竜泉交差点

## 吉原を舞台にした作品

### 古典
- 明烏 - 落語の演目
- 助六由縁江戸桜 - 歌舞伎の演目
- 紺屋高尾・幾代餅 - 浪曲、古典落語の演目
- 籠釣瓶花街酔醒 - 歌舞伎の演目

### 小説
- ヰタ・セクスアリス - 森鷗外の小説。
- たけくらべ - 樋口一葉の小説。当地が舞台である。
- 付き馬屋おえんシリーズ - 南原幹雄の小説。『付き馬屋おえん事件帳』の名でドラマ化された。
- 花宵道中 - 江戸時代後期の吉原を舞台にした宮木あや子の小説。漫画化・映画化された。
- 吉原裏同心 - 佐伯泰英の小説。ドラマ化された。続編に『吉原裏同心抄』がある。

### 映画
- 吉原炎上 - 1987年公開の映画。舞台化・ドラマ化もされた。
- メトロポリス - 1927年のドイツ映画。『ヨシワラ』という歓楽街が登場する。
- ヨシワラ（英語版） - 1920年のドイツ映画。
- ヨシワラ（英語版） - 1937年のフランス映画、マックス・オフュルス監督作品。ドイツ語圏を中心に活躍した歌手、女優田中路子の主演作。早川雪洲も出演している。日本では『国辱映画』として上映禁止となったが、ヨーロッパでは大ヒットした。戦後、再び公開され、長らく『国辱映画』の代表例とされたこの作品が皮肉にも戦後最初に公開されたフランス映画でもあった[6]。

### 漫画
- さくらん - 安野モヨコの漫画作品。映画化された。
- 青楼オペラ - 桜小路かのこの漫画作品。
- ソープランドでボーイをしていました -  原作:玉井次郎 作画:久遠まこと
- 男女郎苦界草紙 銀の華 - 田亀源五郎の漫画作品。
- 鬼滅の刃 - 吾峠呼世晴の漫画作品。アニメ化された。
- あおのたつき - 安達智(塵芥居士)の漫画作品。

### ドラマ
- お江戸吉原事件帖 - 吉原遊廓を舞台にした時代劇。吉原芸者のおれん（連雀）をはじめとした、4人の女が吉原遊廓で起こる事件を解決する物語。
- 吉原悲恋−忍びの女− - 1991年のスペシャルドラマ。吉原の花魁とくのいち二つの顔を持つ主人公に待ち受ける敵対する男との悲恋物語。
- べらぼう〜蔦重栄華乃夢噺〜 - 2025年の第64作NHK大河ドラマ。吉原出身の蔦屋重三郎を主人公とする。

### その他
- イリス - ピエトロ・マスカーニのオペラ。日本を舞台としている。
- 吉原ラメント - 亜沙のUTAUオリジナル楽曲。